# Baral (Einheit)
Baral war ein französisches Volumenmaß für Flüssigkeiten und galt in Montpellier. 
- 1 Baral = 1277 Pariser Kubikzoll[1]
- 1 Baral = 64 Bichets
- 1 Baral = 21 Quart (berliner)[2]

Die Maßkette für Wein war 
- 1 Muid = 2 Tonneaux = 18 Setiers = 32 Barals = 36 Hemines = 72 Quart = 576 Pichets = 1152 Feuilettres = 2304 Truchetts = 41.770 Pariser Kubikzoll

Der Baral Öl wurde gewogen und 
- 1 Baral = etwa 70 bis 71 Hamburger Pfund
- 1 Baral Öl = 1880 Pariser Kubikzoll

Die Maßkette beim Öl-Baral war
- 1 Charge = 4 Barals = 8 Emines = 16 Quartals = 128 Pots = 37,2924 Liter entsprach 34,264 Kilogramm[3]